# Danger Mouse, agent très spécial
Cet article concerne le remake de 2015. Pour la série originale, voir Dare Dare Motus.
Danger Mouse, agent très spécial (Danger Mouse) est une série télévisée de comédie britannique en quatre-vingt-dix-neuf épisodes de 11 à 22 minutes diffusés depuis le 28 septembre 2015 sur le réseau CBBC. En France, elle est diffusée sur Gulli et en Suisse sur la RTS.
Cette série est la reprise de la série animée Dare Dare Motus (1981–1992).

## Synopsis
Danger Mouse est une souris blanche anthropomorphe portant une combinaison blanche avec une ceinture rouge. Il porte un bandeau sur l'œil gauche. C'est le plus grand agent secret du monde, d'après lui-même. Extrêmement confiant en ses capacités, Danger Mouse est un peu vaniteux, ce qui l'amène parfois à entreprendre des actions qui le mettent inutilement dans des situations périlleuses. Il a pour assistant Panikar, un petit hamster peureux.

## Fiche technique
Sauf indication contraire, les informations mentionnées dans cette section peuvent être confirmées par la base de données cinématographiques IMDb,  présente dans la section « Liens externes ».
- Titre original : Danger Mouse
- Réalisation : Robert Cullen, Simon Hall et Aidan McAteer
- Scénario : Mike Benner, Andrew Burrell, Chris Chantler, Christopher J. Gentile, James Griffiths, Merrill Hagan, Reid Harrison, Jimmy Hibbert, Mark Huckerby, Emma Kennedy, Nick Ostler, Marsk Oswin, Mark Owen, Howard Read, David Quantick, Johnny Smith, Brian Trueman, Ben Ward, Danielle Ward et Josh Weinstein
- Musique : Sanj Sen
- Direction artistique : Bruno Palma, Antonio Terlizzi et P. R. Mayer
- Montage : Kevin O'Brien et Suzanne Blake
- Animation : Paul O'Flanagan et Mark Kilkelly
- Production :
  - Producteur délégué : Brian Cosgrove, Simon Hall, Chapman Maddox, Bob Higgins et Sarah Muller
- Sociétés de production : Fremantle, Boulder Media, Boat Rocker Media et CBBC
- Société de distribution : Fremantle et Boat Rocker Media
- Chaîne d'origine : CBBC
- Pays d'origine :  Royaume-Uni
- Langue originale : anglais
- Genre : Comédie
- Durée : 11 à 22 minutes

## Distribution

### Acteurs principaux
- Alexander Armstrong (VFB : Franck Daquin) : Danger Mouse
- Kevin Eldon (en) (VFB : Jean-Pierre Denuit) : Panikar (Penfold)
- Dave Lamb (VFB : Bruno Georis) : le narrateur
- Stephen Fry (VFB : Daniel Nicodème) : le colonel K
- Shauna Macdonald (VFB : Sandrine Henry) : le professeur Cotcodec (Squawkencluck)
- Ed Gaughan (VFB : Pierre Bodson) : le baron Dover (Greenback)
- Marck Silk : Nero

### Acteurs récurrents et invités
- Morwenna Banks : Danger Moth
- Rasmus Hardiker : le comte Dangercula (Duckula)
- Kayvan Novak : Dr Loocifer
- Lena Headey : Justice Mouse
- Maya Sondhi : Coney
- Richard Ayoade : le bonhomme de neige
- John Oliver : Augustus P. Crumhorn IV
- Miranda Richardson : la reine des mouches du mal
- Richard Osman : le professeur Strontium P. Jellyfishowitz
- Lindsey Russell : Hissteria
- Ben Willbond : le professeur Ham Hands
- Brian Blessed : le père Noël
- Christopher Eccleston : J. Woolington Sham
- Rob Delaney : le Roi de la nuit
- Alexander Armstrong : Evil Danger Mouse

## Épisodes

### Saison 1 (2015-2016)
1. L'aventure (re)commence (Danger Mouse Begins… Again)
2. Une mission top niveau (Danger at C Level)
3. Greenfinger (Greenfinger)
4. La Planète des toilettes (Planet of the Toilets)
5. Rose Princesse (Pink Dawn)
6. Coup de stress (Big Head Awakens)
7. Les Dessous de la toile (The World Wide Spider)
8. L'autre jour où la Terre s'arrêta (The Other Day the Earth Stood Still)
9. Bienvenue à Danger World (Welcome to Danger World!)
10. Justice Mouse (Jeopardy Mouse)
11. Le Retour de Danger K (The Return of Danger K)
12. Méga Panikar (Big Penfold)
13. L'Infiltré (The Unusual Suspects)
14. Un fan envahissant (Danger Fan)
15. Les Quark Games (Quark Games)
16. Noël en danger (The Snowman Cometh)
17. Le Désinventeur (The Inventor Preventer)
18. Le Céleri intelligent (Never Say Clever Again)
19. Réalité inversée (#Sinister Mouse)
20. Amnésie à Dovertberg (There's No Place Like Greenback)
21. La Nuit du canard (From Duck to Dawn)
22. Un anniversaire explosif (Happy Boom Day!)
23. Le Monstre de Frankencodec (Frankensquawk's Monster)
24. Évasion sous pression (Escape From Big Head)
25. Mégamal attaque (Megahurtz Attacks)
26. L'Effet hamster (The Hamster Effect)
27. Le Bon, le Mouton et le Truand (The Good, the Baaaaa and the Ugly)
28. L'Attaque des clowns (Attack of the Clowns)
29. Fromapocalypse (Cheesemageddon)
30. Envoyez les clones (Send in the Clones)
31. Gloire à Hydro (Hail Hydrant)
32. Connexions dangereuses (Wicked Leaks)
33. Demain ne naît jamais (Tomorrow Never Comes)
34. La moitié du monde suffira (Half the World is Enough)
35. La Reine des mouches du mal (Queen of Weevils)
36. Les Maîtres du monde inversé (Masters of the Twystyverse)
37. Danger Mouse Forever (Danger is Forever)
38. Panikar la star (Very Important Penfold)
39. L'Attaque des chatons (The Cute Shall Inherit the Earth)
40. Mission chanson (All 5 It)
41. Dans tes rêves (Dream Worrier)
42. L'Essence de confiance (The Confidence Trick)
43. L'espion qui avait pris froid (The Spy Who Came In With a Cold)
44. Messire Danger Mouse (Sir Danger de Mouse)
45. Le Comte de Dangercula (The Duckula Show)
46. L'Agent 58 (Agent 58)
47. Le Prix du meilleur assistant (Thanks a Minion!)
48. Cuisine Academy (High School Inedible)
49. Le Dernier Combat (Mousefall)
50. Danger Mouse re-revient (Mouse Rise)

### Saison 2 (2017-2019)
1. Titre français inconnu (Dark Dawn)
2. Titre français inconnu (The Admirable Penfold)
3. Titre français inconnu (Colonel Danger Mouse)
4. Titre français inconnu (Ernest Penfold and the Half Price Wand)
5. Titre français inconnu (Squawkenbard Kingcluck Brunel)
6. Titre français inconnu (Live and Let Cry)
7. Titre français inconnu (Lost Tempers in Space)
8. Titre français inconnu (The Toad Who Would Be King)
9. Titre français inconnu (I Believe In Danger Mouse)
10. Titre français inconnu (Thanksgiving Sinner)
11. Titre français inconnu (Big Trouble in Little Clowntown)
12. Titre français inconnu (Quantum of Rudeness)
13. Titre français inconnu (A Loo to A Kill)
14. Titre français inconnu (Roll of the Mice)
15. Titre français inconnu (Gold Finger)
16. Titre français inconnu (There's Something About Scarlett)
17. Titre français inconnu (Groundmouse Day)
18. Titre français inconnu (Dry Hard)
19. Titre français inconnu (Day of the Derek)
20. Titre français inconnu (Crumfan)
21. Titre français inconnu (Nero Come Home)
22. Titre français inconnu (Dark Side of the Mouse)
23. Titre français inconnu (The Scare Mouse Project)
24. Titre français inconnu (Yule Only Watch Twice)
25. Titre français inconnu (Twysted Sister)
26. Titre français inconnu (Grand Stressed Auto)
27. Titre français inconnu (Clash of the Odd-esy)
28. Titre français inconnu (Henemy of the State)
29. Titre français inconnu (For Your Insides Only)
30. Titre français inconnu (A Fistful of Penfolds)
31. Titre français inconnu (Daylight Savings Crime)
32. Titre français inconnu (The Law of Beverages)
33. Titre français inconnu (Licence to Care)
34. Titre français inconnu (Force of Nature)
35. Titre français inconnu (No More Mr Ice Guy)
36. Titre français inconnu (Bot Battles)
37. Titre français inconnu (Rodent Recall)
38. Titre français inconnu (A Fear to Remember)
39. Titre français inconnu (Melted)
40. Titre français inconnu (We Aren't Family)
41. Titre français inconnu (Crouching Hamster Hidden Wagon)
42. Titre français inconnu (Danger-thon!)
43. Titre français inconnu (Jam Session)
44. Titre français inconnu (Sharp as a Pin)
45. Titre français inconnu (The Last Giraffe Warrior)
46. Titre français inconnu (Duplicate Mouse)
47. Titre français inconnu (The Supies)
48. Titre français inconnu (Lost in Exaggeration)
49. Titre français inconnu (The World is Full of Stuff)